# António Sequeira
António Sequeira (5 de Julho de 1995) é um cineasta português considerado "25 Screenwriters to Watch" pela Revista Americana "Moviemaker"
Ganhou o Prémio do Público no Festival de Cinema de Austin, com a sua primeira longa-metragem, A Minha Casinha, que conta no elenco principal com Beatriz Frazão, Elsa Valentim, Salvador Gil e Miguel Frazão.

## Biografia
Nascido em 1995, Açores, Portugal, António Sequeira é um argumentista e realizador premiado cujos filmes participaram em vários festivais de alto nível, incluindo de qualificação para os Óscares, como 'Encounters Film Festival', 'Short Shorts Film Festival', 'Camerimage', 'Austin Film Festival'. A Minha Casinha, em inglês 'Autumn', é a sua primeira longa-metragem baseada num guião desenvolvido com o auxílio do Torino Film Lab.
Em 2020, António realizou a minissérie 'Instaverso' para a emissora portuguesa RTP. Ele também é o fundador da produtora Movie Monkeys e recentemente co-fundou Kurious Studios com o produtor Steven Flynn e a parceira criativa Anastasiia Vorotniuk.
António tirou um Mestrado em Cinema na London Film School. Enquanto estudava, António ganhou um prémio de financiamento para a realização de uma curta-metragem de promoção da saúde mental positiva, intitulada "No Limiar do Pensamento" / "A Son Like Others", com a qual ganhou o Grande Prémio do "FEST-Novos Realizadores"

## References
1. ↑  https://www.unimado.pt/atualidade/entrevista-ao-elenco-de-a-minha-casinha-beatriz-frazao-miguel-frazao-antonio-sequeira
2. ↑  «Austin Film Festival Screenwriters to Watch in 2024». www.moviemaker.com (em inglês). 23 de abril de 2024. Consultado em 25 de maio de 2025
3. ↑  https://www.jn.pt/2343277517/a-minha-casinha-em-defesa-da-variedade-do-cinema-portugues/
4. ↑  https://feijoadapolitica.com/2023/12/13/um-realizador-a-procura-de-um-outro-cinema-com-uma-familia-tipicamente-portuguesa-observador-feijoada/
5. ↑  https://www.peliplat.com/pt/library/celeb/pc14545108/Antonio-Sequeira